# Özcan Coşar
Özcan Coşar (* 6. April 1981 in Stuttgart-Bad Cannstatt) ist ein deutscher Comedian, Kabarettist, Podcaster, Moderator und Schauspieler.

## Leben
Coşars türkische Eltern, Emine und Musa, lebten vor ihrer Auswanderung nach Deutschland in den 1970er-Jahren in der Schwarzmeerregion in Samsun. Coşar wurde 1981 in der St. Anna Klinik im Stuttgarter Stadtbezirk Bad Cannstatt geboren. Er hat zwei Schwestern. Aufgewachsen ist er im Stadtteil Zazenhausen. Im Alter von zehn Jahren zog er mit seiner Familie in den Stuttgarter Stadtteil Hausen im Stadtbezirk Weilimdorf, wo er die Realschule Weilimdorf besuchte. Nach seinem Realschulabschluss besuchte er für ein Jahr das Berufskolleg. Danach arbeitete er als Operator für Laserdruck und absolvierte später eine Ausbildung zum Zahnarzthelfer und zum Sportlehrer. Während seiner Schulzeit verteilte er Zeitungen und arbeitete als Kellner in der Gastronomie.
Im Jahr 2009 nahm Coşar die deutsche Staatsangehörigkeit an und gab gleichzeitig den türkischen Pass ab. 2011 lernte er seine Frau Neslihan kennen, die er 2012 heiratete. Das Paar hat zwei Kinder, eine 2013 geborene Tochter und einen 2017 geborenen Sohn.

## Karriere
Coşar begann im Alter von zwölf Jahren mit Breakdance. 1996 war er Mitbegründer der Breakdance-Crew Dynamic Move. Zwei Jahre später schloss er sich den United B–Boys an, mit denen er sowohl an nationalen als auch an internationalen Events und Wettbewerben teilnahm und Titel gewann. Aufgrund seines Talentes und seiner Freude an dieser Tanzform begann er 1999 an der Tanzschule Burger & Schäfer Breakdance zu unterrichten. Im Jahr 2000 gewann er in Hamm die Deutsche Meisterschaft unter den B-Boys.
Im Jahr 2004 wurde er von einem Freund gefragt, ob er das Battle of the Month moderieren möchte. Nachdem Coşar zugesagt hatte, hatte er damit auch erstmals einen Auftritt auf einer Bühne. In den folgenden Jahren moderierte er unter anderem bei der FIFA Interactive World Cup Tour und der weltgrößten Spielemesse, der Games Convention. Vier Jahre nach seiner Moderation beim Battle of the Month hatte Coşar seinen ersten Stand-up-Comedy-Auftritt in der Stuttgarter Corso Bar. Im Anschluss gab er mit Yavuz Köroğlu im Theaterhaus Stuttgart die Premiere seiner ersten Comedyshow 2guys1stage. In der Stuttgarter Theaterhaus-Produktion Was heißt hier Liebe? gab er im Jahr 2009 sein Debüt als Schauspieler. Er spielte dabei die Hauptrolle. Coşar wirkte auch bei der Aufführung von Die zwölf Geschworenen mit.
Die Premiere seiner ersten Comedy-Soloshow Adam & Erdal – Der Unzertrennliche war Anfang des Jahres 2012. Drei Jahre später, am 5. März 2015, folgte die Soloshow Du hast dich voll verändert. Seine Premiere der dritten Soloshow Old School – Die Zukunft kann warten gab Coşar am 20. September 2017 vor ausverkauftem Publikum im Theaterhaus Stuttgart. Am 25. November 2019 begann ebenfalls in Stuttgart die Preview seiner vierten Soloshow Cosar Nostra – Organisierte Comedy.  Seitdem ist er mit seinen Programmen auf Deutschlandtournee.
Coşar war von 2013 bis 2016 festes Ensemble-Mitglied von RebellComedy. Darüber hinaus hatte Coşar am 14. Januar 2014 seinen ersten Auftritt bei TV total auf ProSieben. Sein zweiter Auftritt folgte im selben Jahr am 11. September. 2019 nahm er an der 12. Staffel der Tanz-Live-Show Let’s Dance teil. An der Seite der Profitänzerin Marta Arndt belegte er den 13. Platz.
Seit Oktober 2019 veröffentlicht Coşar zusammen mit Bastian Bielendorfer wöchentlich den Podcast Bratwurst und Baklava. Nebenbei hat Coşar seit Juni 2020 zusammen mit Chris Tall den TVNOW-Podcast 08/17. Zudem moderiert Coşar seit dem 10. November 2020 seine eigene Late-Night-Show mit dem Titel Die Cosar Show, welche im SWR Fernsehen ausgestrahlt wird.
Im Oktober 2022 moderierte er die 1LIVE Köln Comedy-Nacht XXL.

## Werke

### Bühnenprogramme
- 2008: 2guys1stage (mit Yavuz Köroğlu)
- 2012–2017: Adam & Erdal – Der Unzertrennliche
- 2013–2016: RebellComedy
- 2015–2019: Du hast dich voll verändert
- 2017–2019: Old School – Die Zukunft kann warten
- 2019–2023: Cosar Nostra – Organisierte Comedy
- seit 2023–2025: Jackpot
- seit 2024: Bratwurst & Baklava – Die Show (mit Bastian Bielendorfer)
- seit 2025: Lass labern! (mit Osan Yaran)
- ab 2025: VIP

### Moderationen
- 2007: FIFA Interactive World Cup
- 2007: Games Convention
- 2007–2019: Funkin Stylez
- 2020: Die Cosar Show
- 2022: 1LIVE Köln Comedy-Nacht XXL
- seit 2024 Bratwurst & Baklava – Die Show (mit Bastian Bielendorfer, ProSieben)

## Filmografie (Auswahl)
- 2014: TV total, 14. Januar und 11. September
- 2014: Pufpaffs Happy Hour, 7. Dezember
- 2014: Vereinsheim Schwabing
- 2015: Asül für Alle, 8. Oktober
- 2016: Die Anstalt, 4. Oktober
- 2016: Mitternachtsspitzen, 5. November
- 2016: Alfons & Gäste, 18. November
- 2016: 2016 von hinten, 9. Dezember
- 2016: Vereinsheim Schwabing
- 2018: Mitternachtsspitzen, 17. Februar
- 2018: Alfons & Gäste, 27. April
- 2018: Kabarett aus Franken, 3. Mai
- 2018: Alfons & Gäste, 2. August
- 2018: Die große radioeins Satireshow, 3. September
- 2018: 3satfestival, 30. September
- 2018: Pufpaffs Happy Hour, 14. Oktober
- 2018: 1LIVE Comedy-Nacht XXL, 20. Oktober
- 2018: Die Anstalt, 18. Dezember
- 2019: Let’s Dance
- 2019: Mord mit Ansage – Die Krimi-Impro Show
- 2019: 1:30 mit Teddy Teclebrhan
- 2019 und 2020: Genial daneben
- 2020 und 2021: Luke! Die Schule und ich
- 2020: Die! Herz! Schlag! Show!
- 2020: Buchstaben Battle
- 2020: Grill den Henssler
- 2020: Luke! Die Greatnightshow
- 2020: Die Show mit dem Sortieren
- 2021: Täglich frisch geröstet
- 2021: Ist nicht wahr!? – Ein unglaublicher Roadtrip
- 2021: RTL Topnews[11]
- 2021: Das Traumschiff – Folge: Schweden
- 2022: 7 Tage, 7 Köpfe (RTL)
- 2022: ZDF Comedy Sommer, Folge 1
- 2023: ZDF Comedy Sommer, Folge 6

## Diskografie
Singles
- 2024: Bro (mit Bastian Bielendorfer, Maho G & Suzan)

## Auszeichnungen
| Jahr | Wettbewerb                        | Auszeichnung(en) |
| ---- | --------------------------------- | ---------------- |
| 2019 | Deutscher Comedypreis             | Bester Newcomer  |
| 2015 | Tegtmeiers Erben                  | Publikumspreis   |
| 2015 | Paulaner Solo+                    | Publikumspreis   |
| 2014 | Prix Pantheon                     | Publikumspreis   |
| 2013 | NDR Comedy Contest                | 1. Platz         |
| 2013 | Erdinger Kabarett                 | Nachwuchspreis   |
| 2013 | Kleinkunstpreis Baden-Württemberg | Förderpreis      |
| 2012 | Comedy Slam Düsseldorf            | 1. Platz         |
| 2012 | Master Comedy Clash               | 1. Platz         |
| 2012 | Kunst gegen Bares                 | 1. Platz         |
| 2012 | Comedy Clash                      | 1. Platz         |
| 2012 | Trierer Comedy Slam               | 1. Platz         |